# Lupburg
Lupburg est une commune de Bavière (Allemagne), située dans l'arrondissement de Neumarkt in der Oberpfalz, dans le district du Haut-Palatinat.